# Trận thành Jerusalem (năm 70 Công nguyên)
Trận thành Jerusalem hay Cuộc vây hãm thành Jerusalem diễn ra vào năm 70 Công nguyên là sự kiện quyết định trong Chiến tranh Do Thái - La Mã lần thứ nhất, trong đó quân đội La Mã đã chiếm được thành phố Jerusalem và phá hủy cả thành phố và Đền thờ của nó.

## Kết quả
Người ta nói rằng 1,1 triệu thường dân đã thiệt mạng trong trận đánh này. 60.000 người Do Thái đã bị bắt làm nô lệ.